# 掌敏洁
掌敏洁（2004年8月28日—），江苏人，中国女子跳水运动员。她曾在印尼雅加达举行的2018年亚洲运动会与张家齐搭档获得跳水女子双人10米跳台项目金牌。